# Вертикосское сельское поселение
Вертико́сское се́льское поселе́ние — муниципальное образование (сельское поселение) в Каргасокском районе Томской области, Россия. В состав поселения входит 1 населённый пункт, который и является центром поселения — село Вертикос. Население — 504 чел. (2021).
Село Вертикос было основано в 1926 г.

## География
Поселение располагается на берегу реки Оби. Площадь — 153,92 км².
Западнее пролегает граница с Александровским районом. Чуть выше по течению в Обь впадает река Логалька. Ближайшим населённым пунктами являются Усть-Тым и Прохоркино (расстояние — 25 км в противоположные стороны).
На территории поселения располагается геологическое обнажение площадью 300 га, являющееся памятником природы областного значения. Почвы в поселении, в основном, пойменные, луговые суглинистые.

## Климат
Для местного климата характерны продолжительная зима, ранние осенние и поздние весенние заморозки. Лето — тёплое, короткое. Средняя температура в течение года — +2,0 °C. Количество осадков в виде дождя и снега за год составляет 500 мм.
Зима — долгая, суровая, со средними значениями температуры −19,8 °C. В некоторые годы отмечены падения температуры до −53 °C.
Весна — короткая, снег сходит в конце апреля — начале мая. Средняя температура — −2,0 °C.
Лето длится около трёх месяцев, средняя температура — +15,0 °C. В некоторые годы отмечалось повышение температуры до +37,0 °C.
Осень обычно начинается в первых числах сентября. В осенние месяцы возможны ночные заморозки до −5,0 °C. Устойчивый снежный покров устанавливается в последних числах октября.
Период речной навигации длится 130—135 дней, начинается в конце апреля — начале мая, после ледохода.

## Население
| 2002 | 2010 | 2012 | 2013 | 2014 | 2015 | 2016 |
| ---- | ---- | ---- | ---- | ---- | ---- | ---- |
| 664  | ↘611 | ↘587 | ↘584 | ↘573 | ↘570 | ↘559 |
| 2017 | 2018 | 2019 | 2020 | 2021 |      |      |
| ↘551 | ↘517 | ↗532 | ↘531 | ↘504 |      |      |

## Населённые пункты и власть
| Населённый пункт | Население (01.01.2006) | Население (01.08.2012) |
| ---------------- | ---------------------- | ---------------------- |
| с. Вертикос      | 625                    | 587                    |

Сельским поселением управляют глава поселения и Совет. Глава сельского поселения — Лемешева Ольга Викторовна.

## Экономика
Каргасокский район занимает 8685,7 тыс. га. На долю Вертикосского сельского поселения приходится 0,17 % территории района, всего — 15 392 га, Из них, находящиеся в аренде физическими лицами — 0,3091 га, юридическими лицами — 5897,6 га.
35 % площади поселения занимают леса. В лесах ведётся сбор дикоросов. Основные породы деревьев — пихта, сосна, ель, кедр, берёза, осина. Запасы деловой древесины оцениваются в 808,8 тыс. м³.

## Образование и культура
В Вертикосе действуют средняя школа, детский сад, сельская библиотека и досуговый центр. Работает фельдшерско-акушерский пункт.